# Fundación Pierre Gianadda

La Fundación Pierre Gianadda (del francés: Fondation Pierre Gianadda) es una fundación privada de Suiza que tiene en Martigny, en el cantón de Valais, un gran sitio de exposición de arte abierto al público todos los días del año.

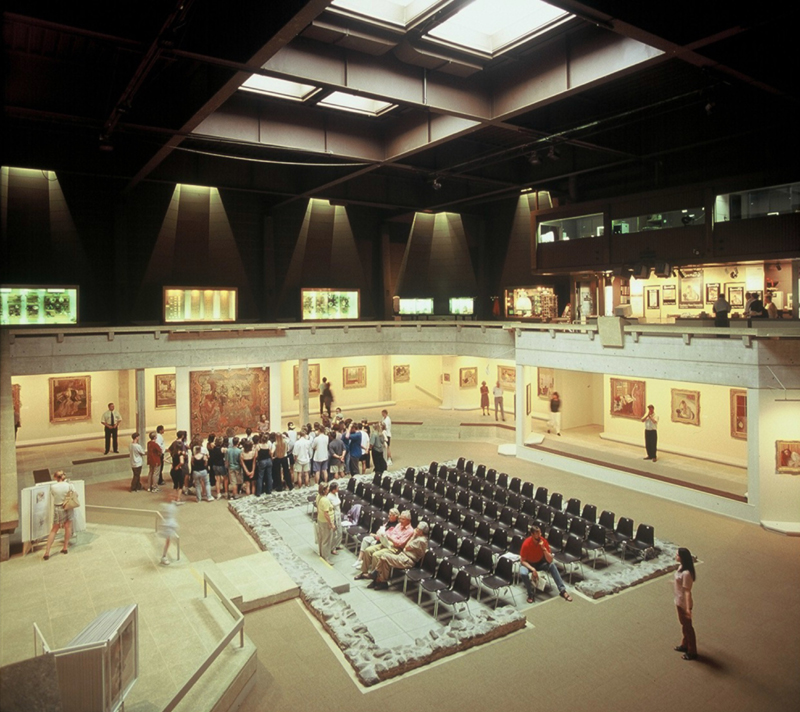
El interior del edificio del Museo de la Fundación

La fundación emplea a cerca de 60 empleados con un presupuesto anual de 8 000 000 francos suizos, en el que el mecenazgo aporta una cuarta parte del mismo y las subvenciones públicas el 2%. Los principales patrocinadores son el municipio de Martigny, el cantón de Valais, Credit Suisse, UBS y Loterie Romand. Entre los socios de la Fundación se encuentran la Fundación Barry, el túnel de St. Bernhard, RailAway y el Palais Lumière de Evian.
En 1976, tras la muerte accidental de Pierre Gianadda en un accidente de aviación, su hermano Léonard, ingeniero, promotor immobiliario y mecenas, hizo construir en su memoria, sobre el emplazamiento de un templo celta que acababa de ser descubierto, un gran edificio ciego de hormigón, posado  encima del templo. El museo fue inaugurado el 19 de noviembre de 1978, el día en que Pierre cumpliría 40 años.
El interior del edificio tiene capacidad para mostrar exposiciones en los laterales y para celebrar conciertos en el centro.  No se ha modificado desde entonces, aunque se han realizado varias ampliaciones subterráneas para dar cabida a una colección de coches antiguos y a diez obras maestras de la colección Louis y Evelyn Franck, que la Fundación tiene en depósito.
Más de dos veces al año, se organizan exposiciones que permiten descubrir obras procedentes de colecciones públicas y privadas, raramente  mostradas al público. La Fundación también tiene una temporada musical con numerosos conciertos donde se presentan once veces al año renombrados solistas internacionales. La cantante de ópera Cecilia Bartoli ha dado en la fundación diecinueve recitales desde 2000.
Desde que abrió en 1978, y hasta el 28 de febrero de 2014, la fundación dio la bienvenida a más de nueve millones de visitantes con un promedio diario de 700 visitantes.

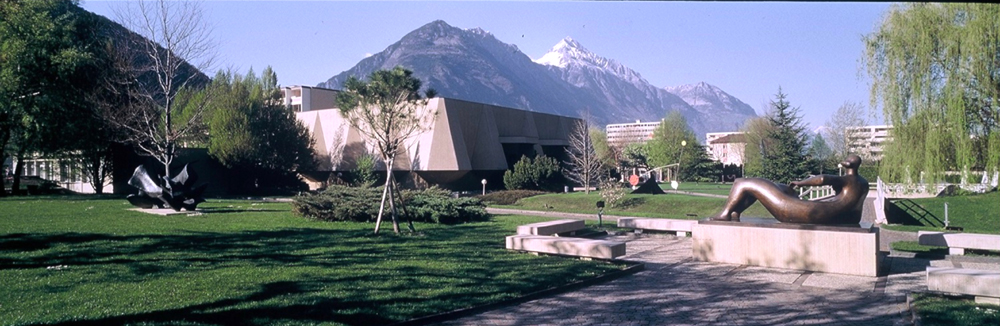
Los jardines y sus estatuas, el edificio del museo de la Fundación

## Exposiciones permanentes
La fundación tiene como exposiciones permanentes:
- Museo del Automóvil: 50 coches antiguos que datan desde 1897 hasta 1939;
- Léonard de Vinci - L'inventeur, en el Vieil Arsenal de la Fundación;
- Museo galo-romano;
- Colección Louis y Evelyn Franck.

## Parque de esculturas al aire libre
En los jardines del Museo, y también repartido por la propia ciudad de martigny, se ha reunido uno de los conjunto públicos de esculturas más importantes de Europa, con obras mayores de los siguientes artistas occidentales:
- Arman
- Hans Arp
- Max Bill
- Antoine Bourdelle
- Constantin Brâncuşi
- Pol Bury
- Alexander Calder
- César
- Marc Chagall
- Eduardo Chillida
- Roland Cognet
- Alois Dubach
- Jean Dubuffet
- Elisheva Engel
- Max Ernst
- Robert Indiana
- Jean-Robert Ipoustéguy
- Willem de Kooning
- Claude Lalanne
- François-Xavier Lalanne
- Henri Laurens
- Aristide Maillol
- Marino Marini
- Etienne Martin
- Joan Miró
- Henry Moore
- Alicia Penalba
- Antoine Poncet
- Jean-Pierre Raynaud
- Auguste Renoir / Richard Guino
- Germaine Richier
- Auguste Rodin
- Albert Rouiller
- Niki de Saint Phalle
- George Segal
- François Stahly
- Hugo Suter
- Sam Szafran
- Antoni Tàpies
- André Tommasini
- Bernar Venet

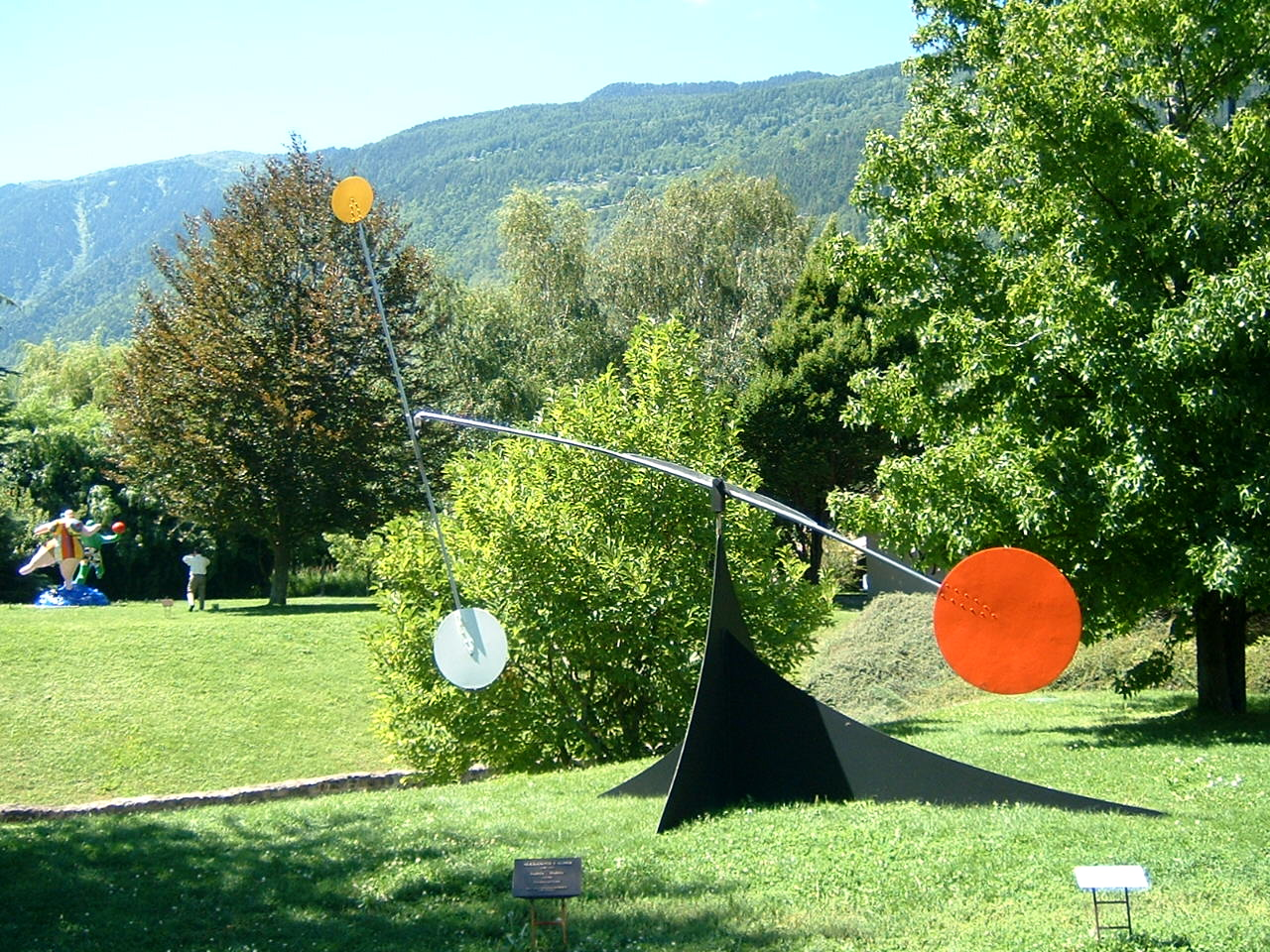
Móvil sin título  (Alexander Calder)
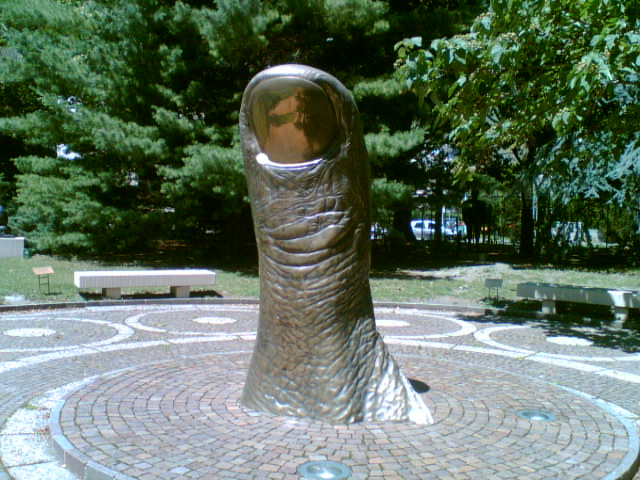
Pulgar (César)
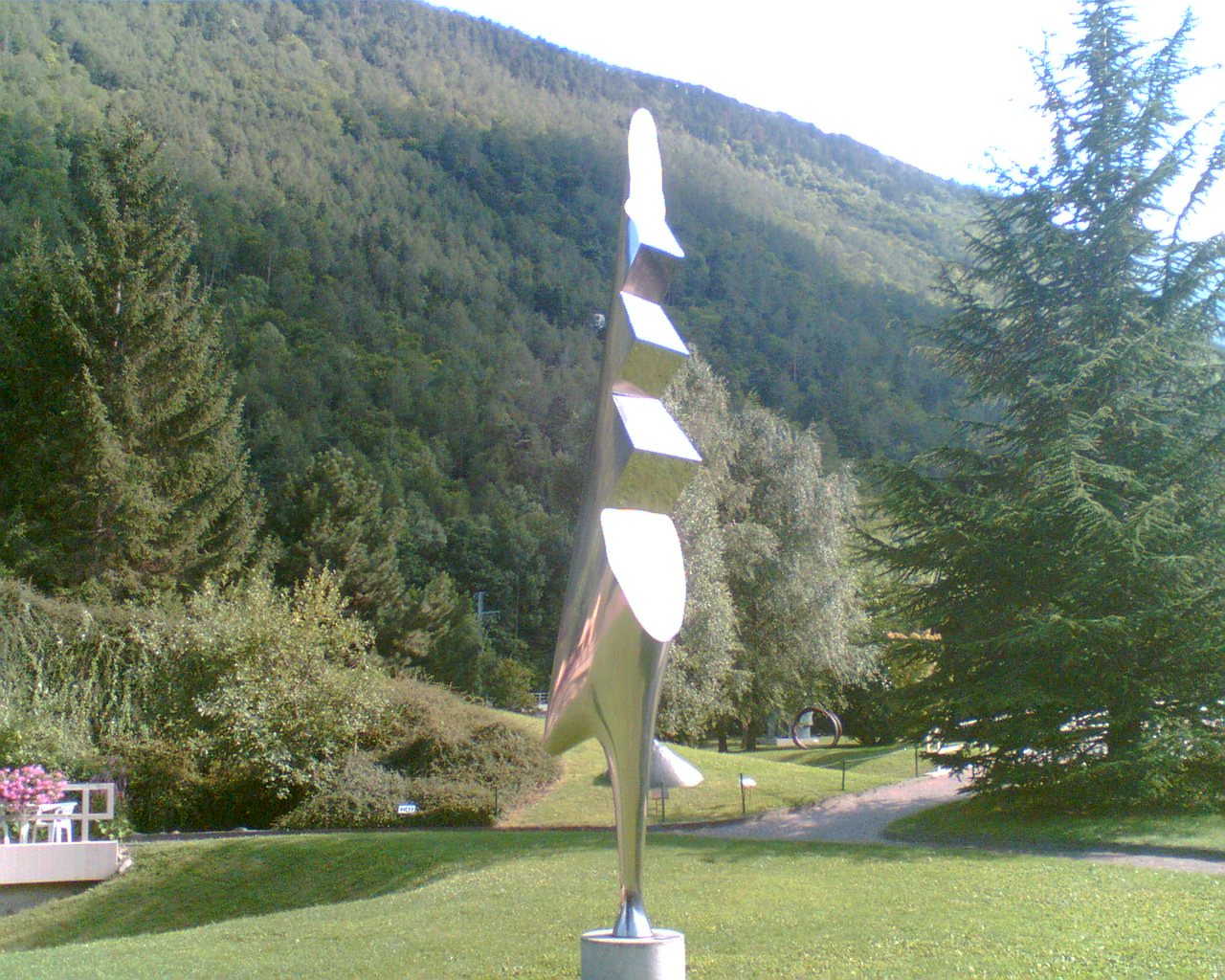
Coq IV (Brancusi)
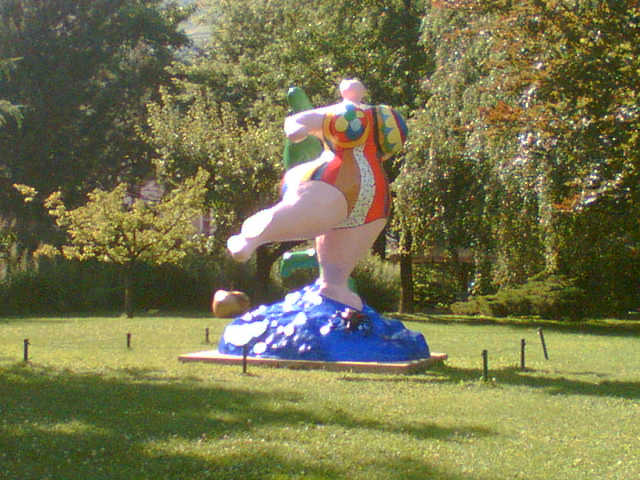
Les Baigneuses (Niki de Saint Phalle)
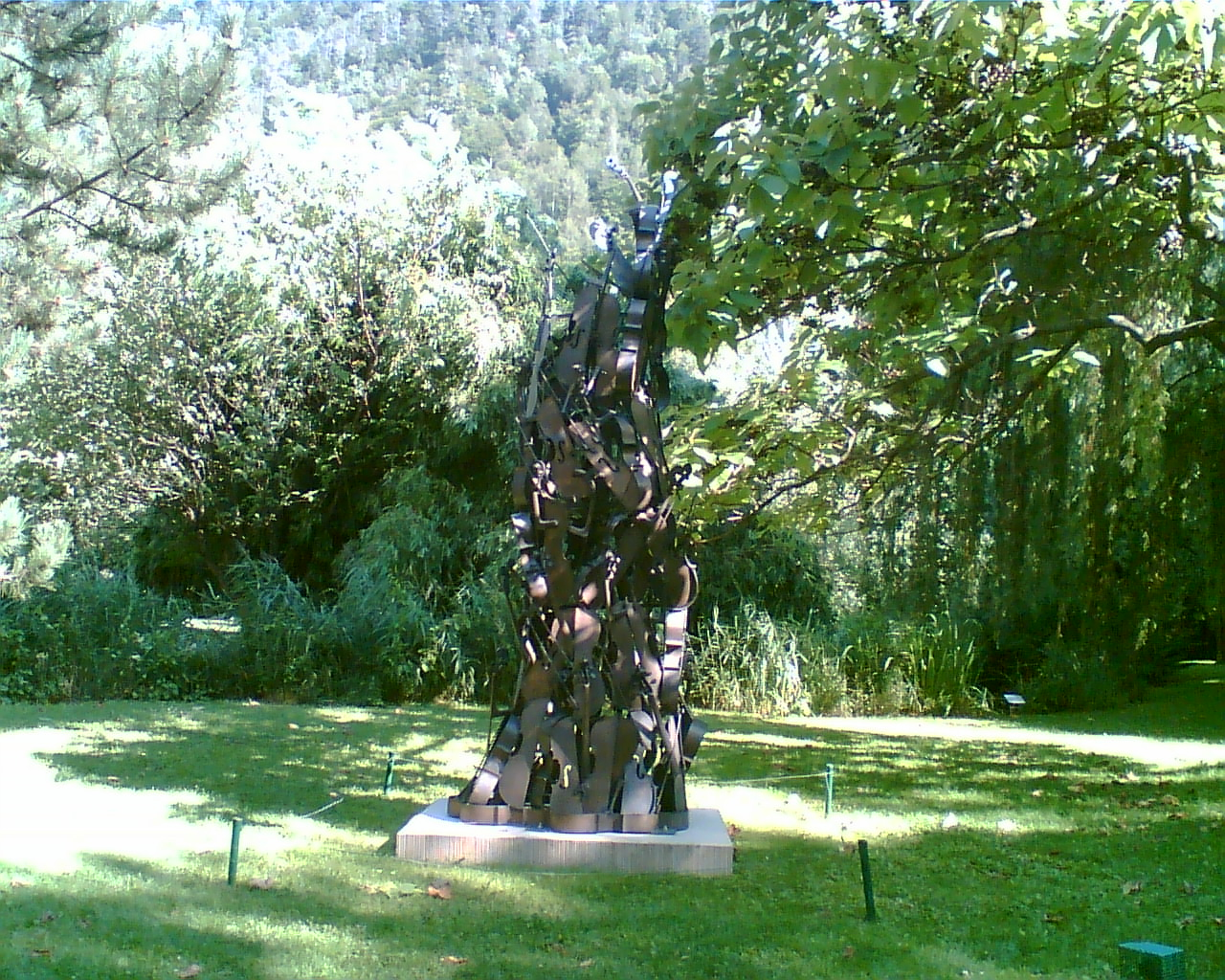
Violoncelles (Arman)
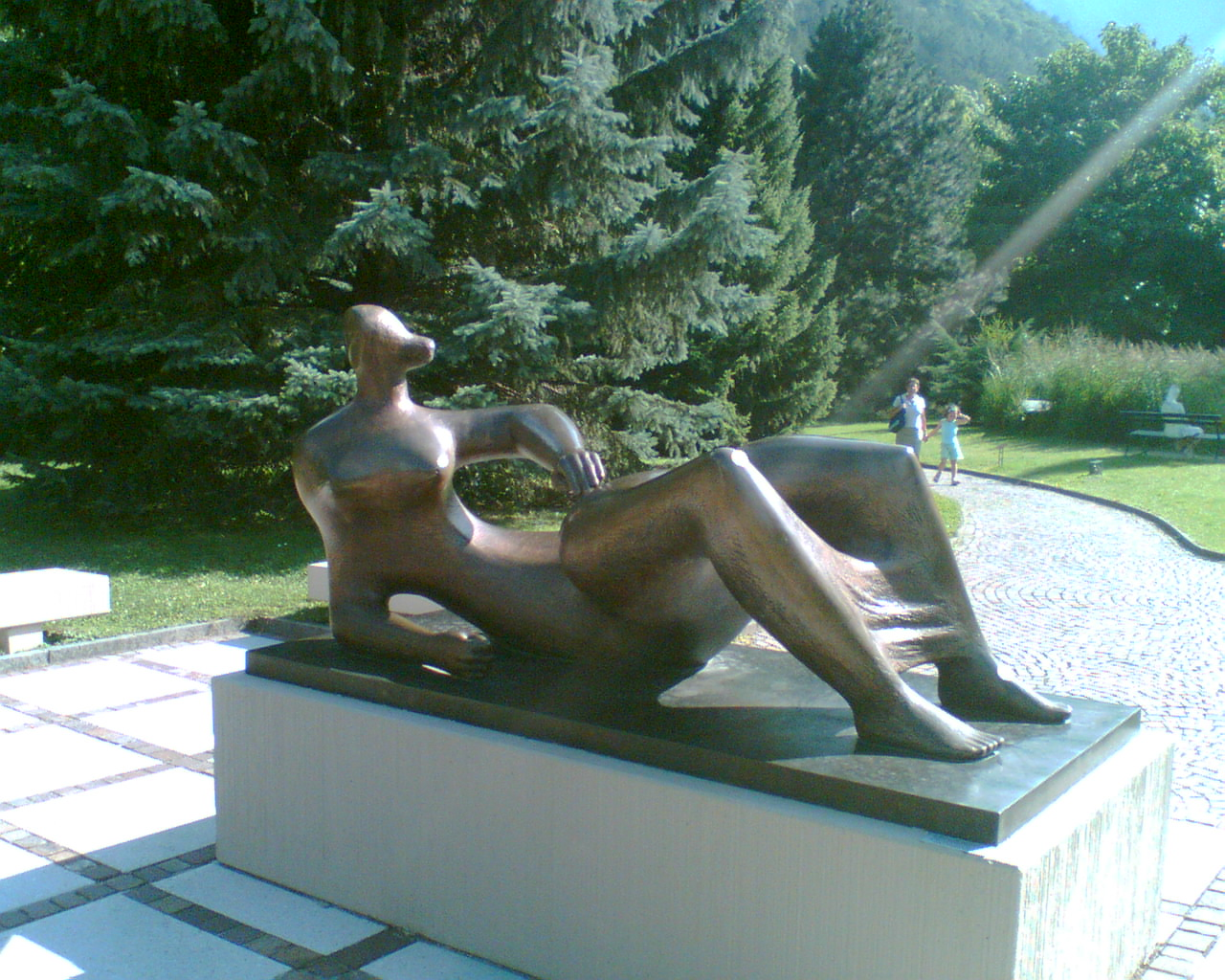
Reclining Figure (Henry Moore)
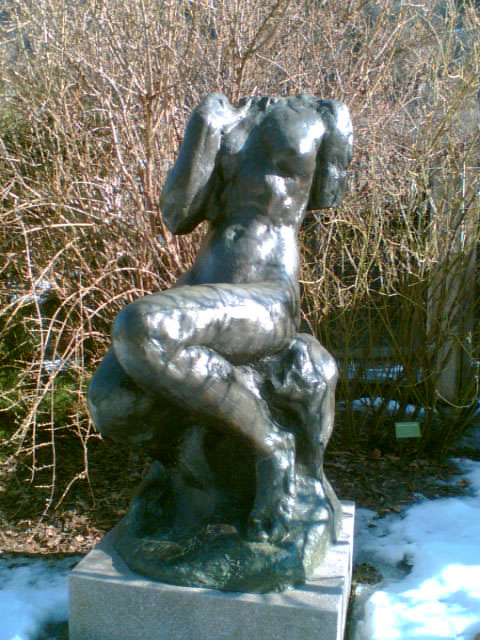
Cybelle (Rodin)
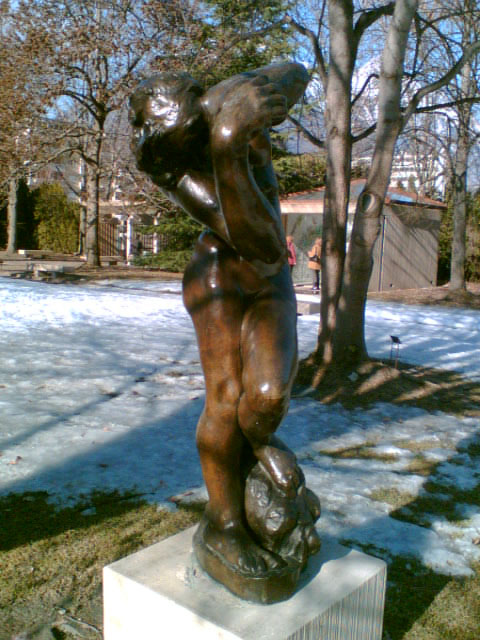
La Meditation avec bras (Rodin)
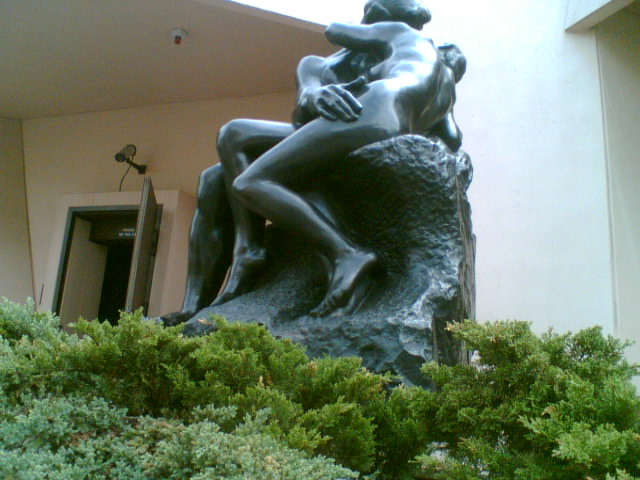
Le Baiser  (A. Rodin)
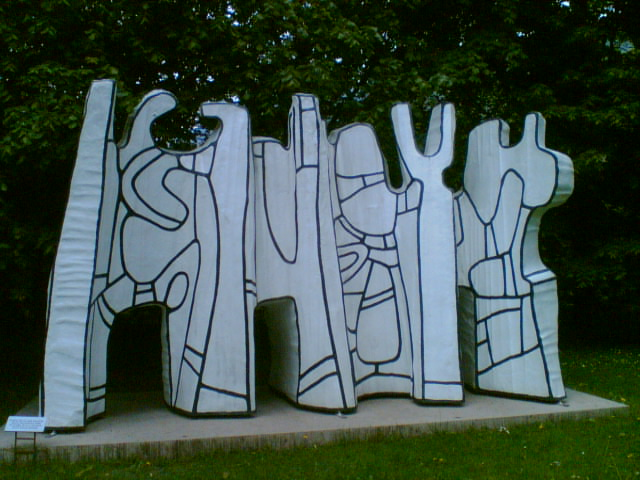
Contoursionistes V (Jean Dubuffet)
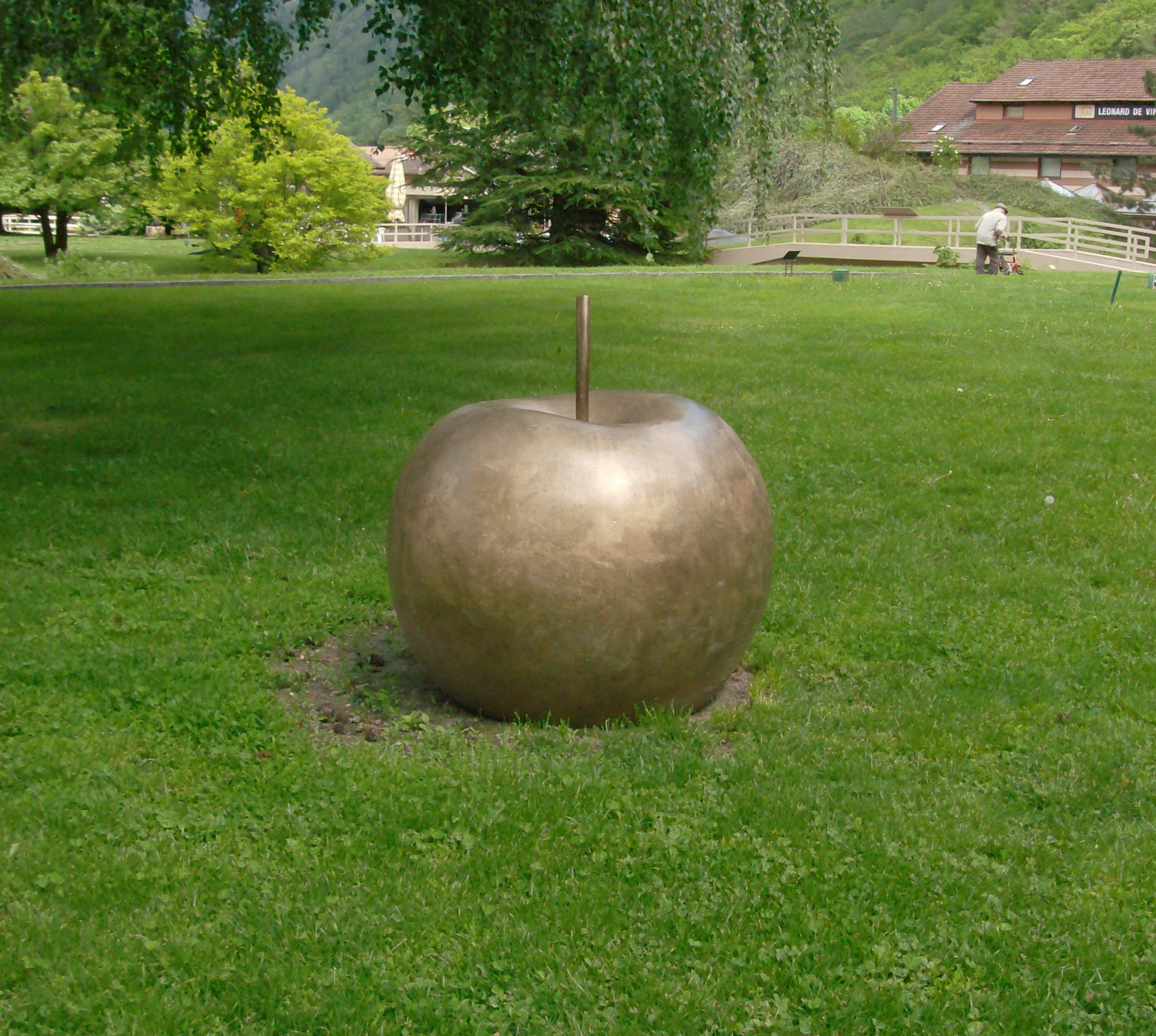
Pomme (Claude Lalanne)
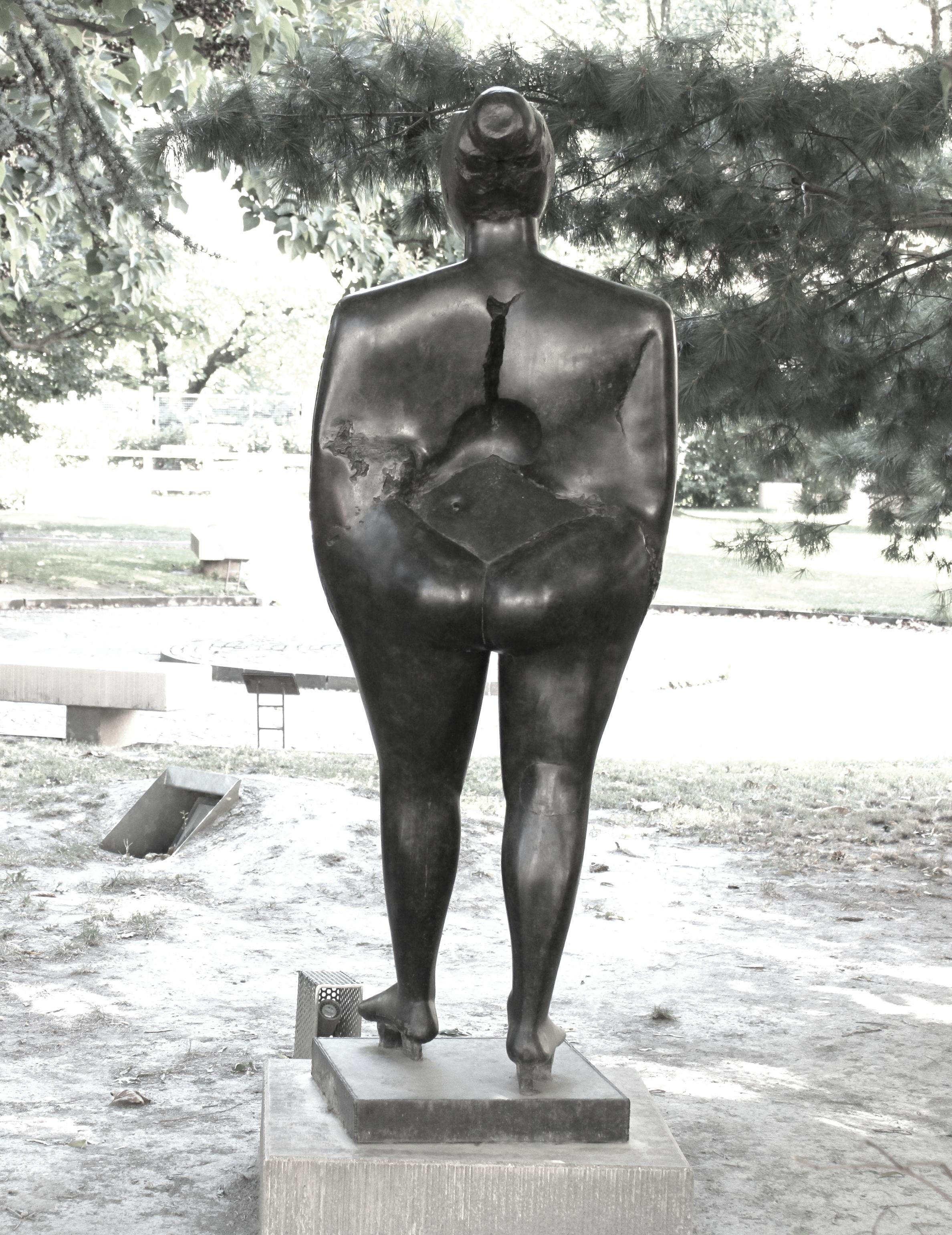

## Principales exposiciones y publicaciones

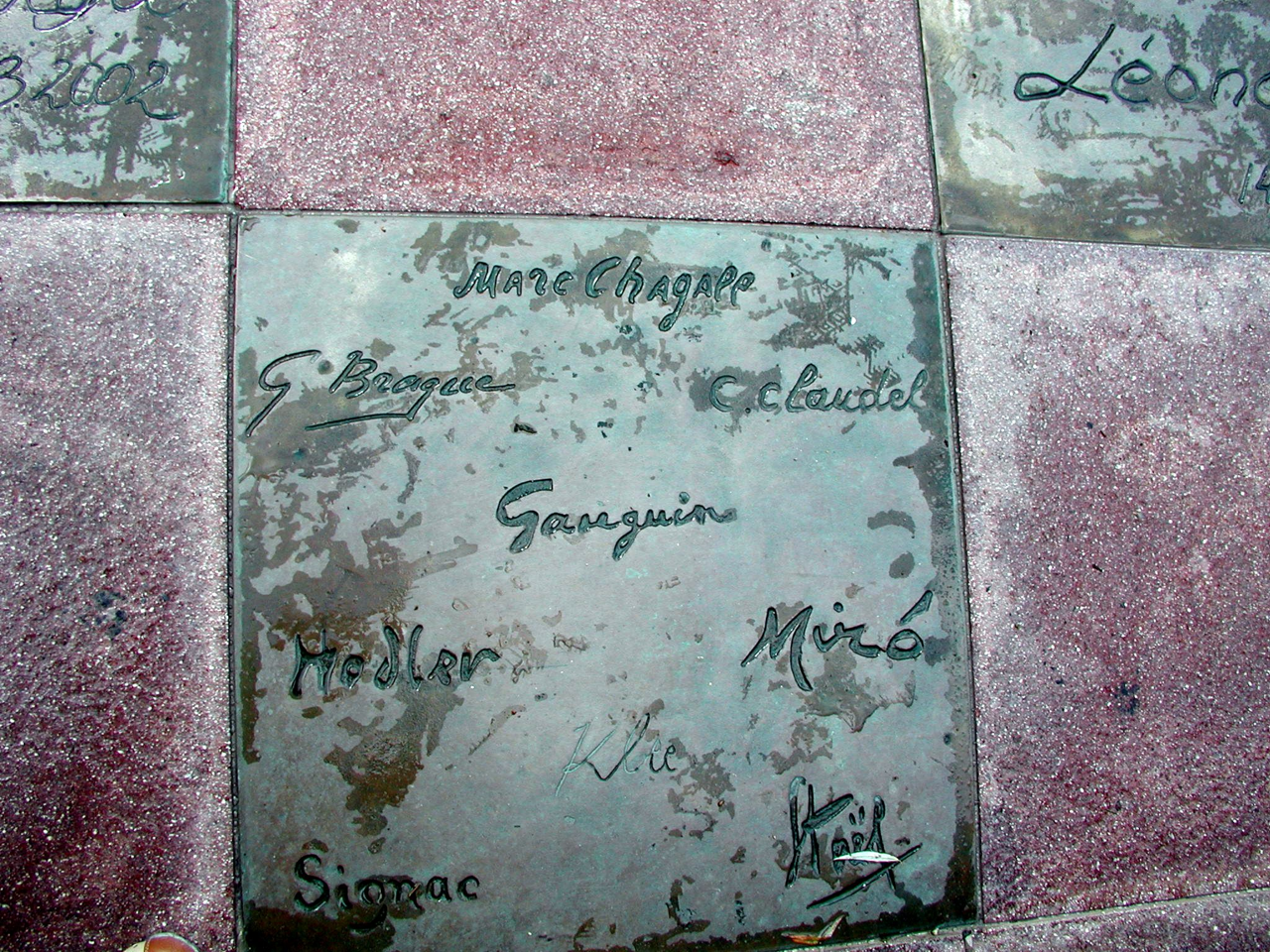
Beispiel aus dem Ruhmesweg

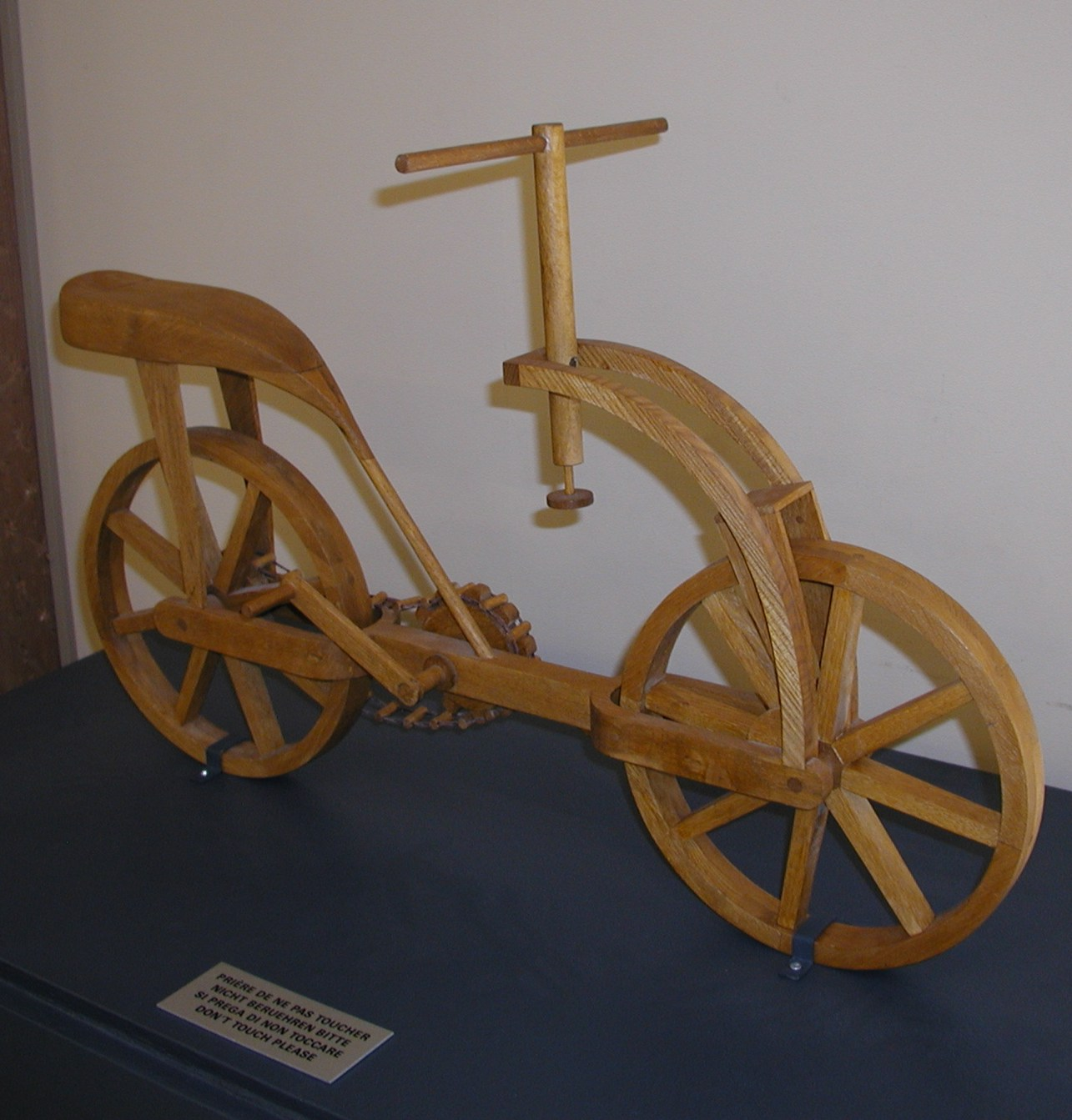
Modelo de aus der Ausstellung da Vinci, nach dessen Skizzen gefertigt

### Desde el año 2000
2014
- Anker, Hodler, Vallotton… Chefs-d’œuvre de la Fondation pour l’art, la culture et l’histoire, por Matthias Frehner et al., 5 de diciembre de 2014 - 14 de junio de 2015.
- Jean-Claude Hesselbarth, por Nicolas Raboud
- Les Vitraux des chapelles de Martigny, Hans Erni à la chapelle protestante et Kim En Joong à la Chapelle de La Bâtiaz, publicación de Sophia Cantinotti y Jean-Henry Papilloud.
- Revoir Renoir, por Daniel Marchesseau (dir.) et al. 20 de junio - 23 de noviembre de 2014.
- Sculptures en lumière, fotografías de Michel Darbellay de las esculturas del parque de la fundación, de Jean-Henry Papilloud y Sophia Cantinotti, 20 de junio - 23 de  noviembre de 2014.
- La Beauté du corps dans l'Antiquité grecque, en colaboración con el  British Museum de Londres, por Ian Jenkins

2013
- Méditerranée - Photographies de Léonard Gianadda (1952-1960), por Jean-Henry Papilloud y Sophia Cantinotti.
- Modigliani et l'Ecole de Paris, en collaboration avec le Centre Pompidou et les Collections suisses, por Catherine Grenier et al.
- Sam Szafran Cinquante ans de peinture, por Daniel Marchesseau.

2012
- Marcel Imsand et la fondation, por Jean-Henry Papilloud y Sophia Cantinotti.
- Retratos  Collection du Centre Pompidou, por Jean-Michel Bouhours.
- Retratos - Rencuentros Photographies des années 50 de Léonard Gianadda, por Jean-Henry Papilloud.
- Van Gogh, Picasso, Kandinsky… Collection Merzbacher. Le mythe de la couleur, por Jean-Louis Prat.
- Ernest Bieler Réalité rêvée, por Matthias Frehner.

2011
- Monet au Musée Marmottan et dans les Collections suisses, complementada por: Estampes japonaises de la colección del pintor (Fundación Claude Monet, Giverny), por Daniel Marchesseau (dir.) et al.
- Maurice Béjart, Photographies de Marcel Imsand, por Jean-Henry Papilloud.
- De Renoir à Sam Szafran, Parcours d'un collectionneur, por Marina Ferretti-Bocquillon.

2010
- Nicolas de Staël 1945-1955, por Jean-Louis Prat.
- Images saintes, Maître Denis, Andrei Roublev et les autres, Galerie Tretiakov, Moscú, por Nadejda Bekeneva.
- Léonard Gianadda - Moscou 1957, fotografías, por Jean-Henry Papilloud.
- Les Gravures du Grand-Saint-Bernard et sa région, por Frédéric Künzi (publicación).

2009
- Museo Pushkin, Moscú: De Courbet à Picasso, por Irina Antonova.
- Rodin érotique, por Dominique Viéville.

2008
- Balthus : 100×10{{{1}}} anniversaire, por Jean Clair et Dominique Radrizzani.
- Offrandes aux Dieux d’Égypte, por Marsha Hill.
- Hans Erni, 100×10{{{1}}} anniversaire, por Jacques Dominique Rouiller.
- Léonard Gianadda, la Sculpture et la Fondation, por Daniel Marchesseau (publicación).
- Martigny la romaine, por François Wiblé (publicación).

2007
- Marc Chagall : Entre Ciel et Terre, por Ekaterina L. Selezneva.
- Pablo Picasso : Picasso et le cirque, por María Teresa Ocaña y Dominique Dupuis-Labbé.
- Albert Chavaz : 100×10{{{1}}} anniversaire, por Jacques Dominique Rouiller.

2006
- Édouard Vallet - L'art d'un regard, por Jacques Dominique Rouiller
- Metropolitan Museum of Art, Nueva York - Chefs-d'œuvre de la peinture européenne, por Katharine Baetjer
- Claudel y Rodin - La rencontre de deux destins, por Antoinette Le Normand-Romain

2005
- Henri Cartier-Bresson, La Donation Sam, Lilette et Sébastien Szafran, por Daniel Marchesseau.
- Luigi le berger, fotografías de Marcel Imsand, por Jean-Henry Papilloud.
- La Peinture française au Musée Pouchkine de Moscou, por Irina Antonova.
- Félix Vallotton, Les couchers de soleil, por Rudolf Koella.

2004
- Jean Fautrier, por Daniel Marchesseau
- Les Trésors du Monastère Sainte Catherine du Sinaï, por Helen C. Evans.
- Chefs-d’œuvre de la Phillips Collection, Washington, por Jay Gates.
- Albert Anker, por Thérèse Bhattacharya-Stettler.
- La Cour Chagall, por Daniel Marchesseau (publicación).
- Le Musée de l'automobile, por Ernest Schmied (publicación).

2003
- Paul Signac, por Françoise Cachin y Marina Ferretti Boquillon.
- De Picasso à Barceló - Les artistes espagnols, por María Antonia de Castro.
- Fondation Pierre Gianadda, colectivo, Connaissance des arts, número especial, n.° 199 (publicación).

2002
- Jean Lecoultre, por Michel Thévoz.
- Berthe Morisot, por Hugues Wilhelm y Sylvie Patry.
- Kees van Dongen, por Daniel Marchesseau.

2001
- Marius Borgeaud ou la magie de l'instant, por Jacques Dominique Rouiller.
- Picasso - Sous le soleil de Mithra, por Jean Clair.
- Galerie Tretiakov, Moscú, Icônes russes. Les Saints, por Lidia I. Iovleva.

2000
- Bonaparte, Bicentenaire du passage des Alpes, por Frédéric Künzi.
- Van Gogh, por Ronald Pickvance.
- Kandinsky et la Russie, por Lidia Romachkova.

### Entre 1990 y 1999
1999
- Sam Szafran, por Jean Clair.
- Pierre Bonnard, por Jean-Louis Prat.
- Turner et les Alpes, por David Blayney Brown.

1998
- Hans Erni - Rétrospective, por Andres Furger.
- Paul Gauguin, por Ronald Pickvance.
- Diego Rivera & Frida Kahlo, por Christina Burrus.
- Collection Louis et Evelyn Franck, obra colectiva, (publicación).

1997
- Icônes russes, Galerie Tretiakov, Moscú, por Ekaterina L. Selezneva
- Joan Miró, por Jean-Louis Prat
- Raoul Dufy, por Didier Schulmann

1996
- Edouard Manet, por Ronald Pickvance.
- Suzanne Valadon, por Daniel Marchesseau.

1995
- Michel Larionov - Nathalie Gontcharova, por Jessica Boissel.
- Nicolas de Staël, por Jean-Louis Prat.
- Egon Schiele, por Serge Sabarsky.

1994
- De Matisse à Picasso, La Collection Jacques et Natasha Gelman, New York, por el Metropolitan Museum of Art, Nueva York.
- Rodin, dessins et aquarelles, por Claudie Judrin

1993
- Marie Laurencin, Cent œuvres du Musée Marie Laurencin, Japon, por Daniel Marchesseau.
- Edgar Degas, por Ronald Pickvance - isbn=2-88443-027-X.
- Jean Dubuffet, por Daniel Marchesseau.

1992
- Ben Nicholson, por Jeremie Lewisohn.
- Georges Braque, por Jean-Louis Prat.
- De Goya à Matisse, Estampes du Fonds Jacques Doucet, por Pierre Gassier

1991
- Calima, Colombie précolombienne, por Marie-Claude Morand
- Ferdinand Hodler, peintre de l'histoire suisse, por Jura Brüschweiler
- Sculpture suisse en plein air, por André Kuenzi, Annette Ferrari y Marcel Joray
- Chagall en Russie, por Christina Burrus

1990
- Camille Claudel, por Nicole Barbier
- Modigliani, por Daniel Marchesseau
- Fernando Botero, por Solange Auzias de Turenne
- Louis Soutter, por André Kuenzi

### Entre 1980 y 1989
1989
- Le Peintre et l'affiche, por Jean-Louis Capitaine
- Henry Moore, por David Mitchinson
- Hans Erni, Vie et mythologie
- Jules Bissier, por André Kuenzi

1988
- Picasso linograbador
- Trésors du Musée de São Paulo, Ire partie de Raphaël à Corot, IIe partie de Manet à Picasso, por Ettore Samesasca

1987
- Paul Delvaux
- Toulouse-Lautrec, por Pierre Gassier
- Serge Poliakoff, por Dora Vallier

1986
- Gaston Chaissac, por Christian Heck y Erwin Treu.
- Gustav Klimt, por Serge Sabarsky.
- Egon Schiele, por Serge Sabarsky.
- Alberto Giacometti, por André Kuenzi.

1985
- Paul Klee, por André Kuenzi
- Bernard Cathelin, por Sylvio Acatos

1984
- Rodin, por Pierre Gassier

1983
- Ferdinand Hodler, élève de Ferdinand Sommer, por Jura Brüschweiler
- Manguin parmi les Fauves, por Pierre Gassier
- La Fondation Pierre Gianadda, por François Wiblé (publicación)

1982
- Goya dans les collections suisses, por Pierre Gassier
- Art japonais dans les collections suisses, por Pierre Gassier

1981
- Pablo Picasso, estampes 1904-1972, por André Kuenzi

1980
- Paul Klee, por André Kuenzi